# Побєдим
Побєди́м (рос. Победим) — селище у складі Топчихинського району Алтайського краю, Росія. Адміністративний центр Побєдимської сільської ради.

## Історія
В 1960 році Топчихинський елеватор передав радгоспу «Чистюнський» свої склади, розташовані на станції Побєдим. Тоді керівництво радгоспу вирішило побудувати нове селище зі станції та перенесло центральну нерухомість до нього, яке раніше зводилося в селищі Дружба.

## Населення
Населення — 735 осіб (2010; 824 у 2002).
Національний склад (станом на 2002 рік):
- росіяни — 87 %